# Serles
Die Serles, im Alpenvereinsführer auch Waldrastspitze genannt, ist ein 2717 m ü. A. hoher Berg zwischen Stubaital und Wipptal in Tirol/Österreich. Aufgrund seines dreistufigen Baus und seiner dominierenden Ansicht von Innsbruck aus wird der Berg auch „Hochaltar von Tirol“ genannt.

## Etymologie
Zur Bedeutung und Herkunft des Namens „Serles“ wird im Folgenden der Text einer Schautafel, die auf dem Serlesjöchl steht, wiedergegeben: 

„Gleich zweimal geht im Winter in Mieders die Sonne über der Serles auf und ab. Nicht verwunderlich also, dass der Gipfel seinen Namen von der ladinischen Bezeichnung für Sonne 'Suredl' hat. Weil 'Suredl' auch 'Sonnenstein' bedeutet, wurde der gesamte Serleskamm, der sich vom Serlesgipfel über ca. 10 Kilometer bis zum Pinnisjoch erstreckt, früher auch Sonnenstein genannt. Geblieben ist die Bezeichnung Sonnenstein bis heute aber nur mehr dem Serlesgipfel vorgelagerten Berg.“

## Sage
Die häufige Bezeichnung „König Serles“ geht auf eine alte Volkssage zurück. Der Legende nach ist der Hauptgipfel der Serles ein zur Strafe versteinerter böser König, die zwei Nebengipfel sind seine ebenfalls versteinerten Söhne, nach anderen Versionen auch andere Familienmitglieder. Die Sage ist durch Johann Nepomuk von Alpenburg in Deutsche Alpensagen (1861) überliefert.

## Zugänglichkeit
Die Serles wird fast ausschließlich über das etwa 500 Meter südwestlich gelegene 2384 m hohe Serlesjöchl bestiegen, das
- von Matrei am Brenner über Maria Waldrast
- von Mieders Auffahrt mit der Serlesbahn, Wanderung über Maria Waldrast
- von Kampl, einem Ortsteil von Neustift im Stubaital, oder von Medraz, einem Ortsteil von Fulpmes, über das Alpengasthaus Wildeben

erreichbar ist. Von dort führt ein teilweise gesicherter Steig zum Gipfel (T3). Alle anderen Anstiege durch die Nordwand und über die Nebengipfel sind ernsthafte alpine Kletterrouten bis zum V. Schwierigkeitsgrad.

## Fotos

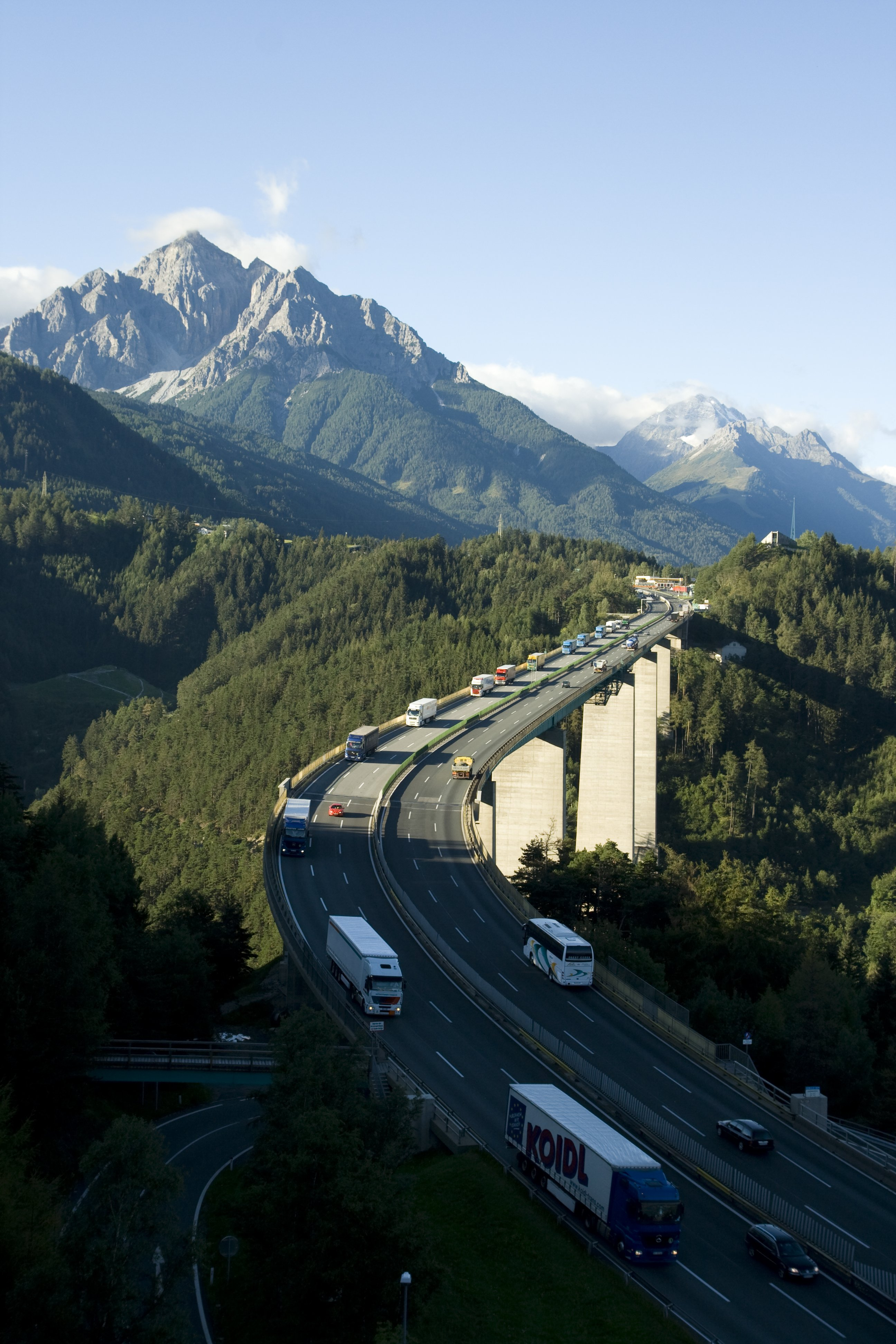
Serles, im Vordergrund die Europabrücke, im Hintergrund der Habicht
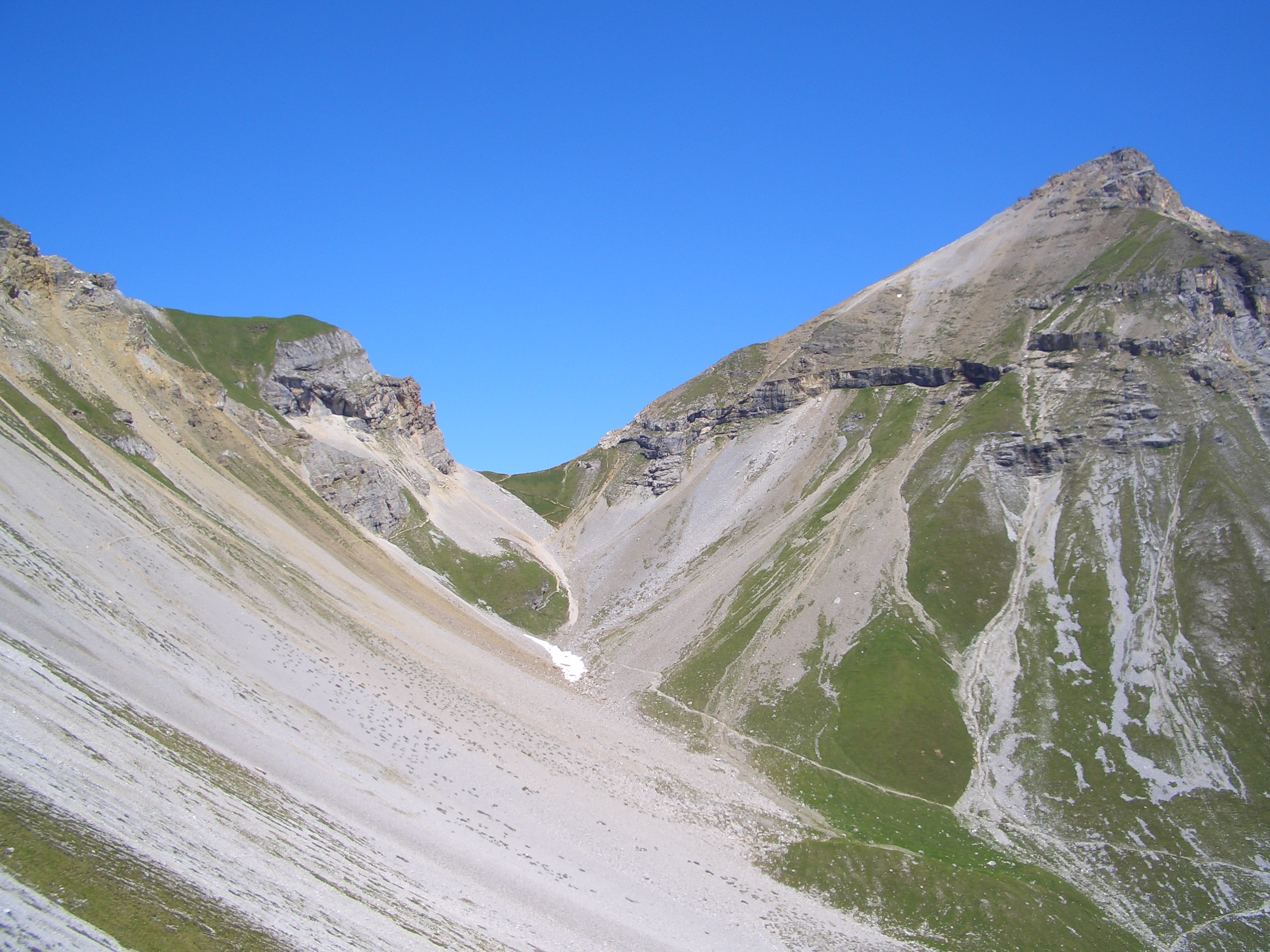
Blick auf das Serlesjöchl und den Gipfelaufbau